# Brixey-aux-Chanoines
Brixey-aux-Chanoines est une commune française située dans le département de la Meuse, en région Grand Est.

## Géographie

### Communes limitrophes
| Goussaincourt | Goussaincourt        | Sauvigny |
| Goussaincourt | Brixey-aux-Chanoines | Sauvigny |
| Greux         | Greux                | Ruppes   |

### Hydrographie
La commune est dans le bassin versant de la Meuse au sein du bassin Rhin-Meuse. Elle est drainée par la Meuse et la Noue de Burey,.
La Meuse, d'une longueur de 486 km, est un fleuve européen qui prend sa source en France, dans la commune du Châtelet-sur-Meuse, à 409 mètres d'altitude, et se jette dans la mer du Nord après un cours long d'approximativement 950 kilomètres traversant la France, la Belgique et les Pays-Bas. 

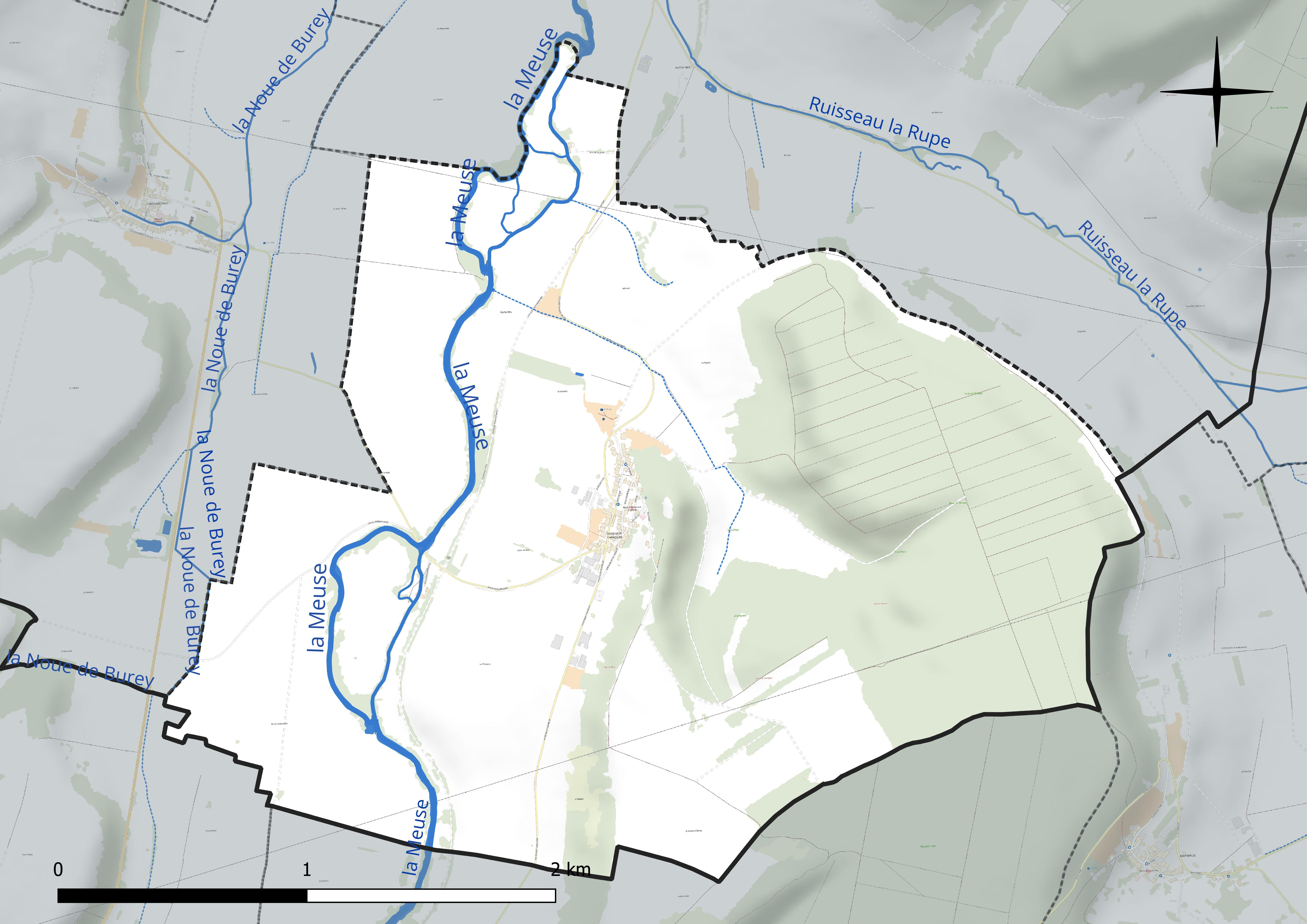
Réseau hydrographique de Brixey-aux-Chanoines.

### Climat
Pour des articles plus généraux, voir Climat du Grand Est et Climat de la Meuse.
En 2010, le climat de la commune est de type climat de montagne, selon une étude du Centre national de la recherche scientifique s'appuyant sur une série de données couvrant la période 1971-2000. En 2020, Météo-France publie une typologie des climats de la France métropolitaine dans laquelle la commune est exposée à un climat océanique altéré et est dans la région climatique  Lorraine, plateau de Langres, Morvan, caractérisée par un hiver rude (1,5 °C), des vents modérés et des brouillards fréquents en automne et hiver. 
Pour la période 1971-2000, la température annuelle moyenne est de 9,4 °C, avec une amplitude thermique annuelle de 17 °C. Le cumul annuel moyen de précipitations est de 992 mm, avec 13,3 jours de précipitations en janvier et 9,6 jours en juillet. Pour la période 1991-2020, la température moyenne annuelle observée sur la station météorologique de Météo-France la plus proche, « Rollainville », sur la commune de Rollainville à 13 km à vol d'oiseau, est de 10,3 °C et le cumul annuel moyen de précipitations est de 860,3 mm. 
La température maximale relevée sur cette station est de 39,6 °C, atteinte le 25 juillet 2019 ; la température minimale est de −18,2 °C, atteinte le 20 décembre 2009,,. 
Les paramètres climatiques de la commune ont été estimés pour le milieu du siècle (2041-2070) selon différents scénarios d'émission de gaz à effet de serre à partir des nouvelles projections climatiques de référence DRIAS-2020. Ils sont consultables sur un site dédié publié par Météo-France en novembre 2022.

## Urbanisme

### Typologie
Au 1er janvier 2024, Brixey-aux-Chanoines est catégorisée commune rurale à habitat très dispersé, selon la nouvelle grille communale de densité à sept niveaux définie par l'Insee en 2022.
Elle est située hors unité urbaine. Par ailleurs la commune fait partie de l'aire d'attraction de Neufchâteau, dont elle est une commune de la couronne,. Cette aire, qui regroupe 72 communes, est catégorisée dans les aires de moins de 50 000 habitants,.

### Occupation des sols
L'occupation des sols de la commune, telle qu'elle ressort de la base de données européenne d’occupation biophysique des sols Corine Land Cover (CLC), est marquée par l'importance des territoires agricoles (64,6 % en 2018), une proportion identique à celle de 1990 (64,6 %). La répartition détaillée en 2018 est la suivante : 
prairies (32,8 %), forêts (32 %), terres arables (31,5 %), zones urbanisées (3,4 %), zones agricoles hétérogènes (0,3 %). L'évolution de l’occupation des sols de la commune et de ses infrastructures peut être observée sur les différentes représentations cartographiques du territoire : la carte de Cassini (XVIIIe siècle), la carte d'état-major (1820-1866) et les cartes ou photos aériennes de l'IGN pour la période actuelle (1950 à aujourd'hui).

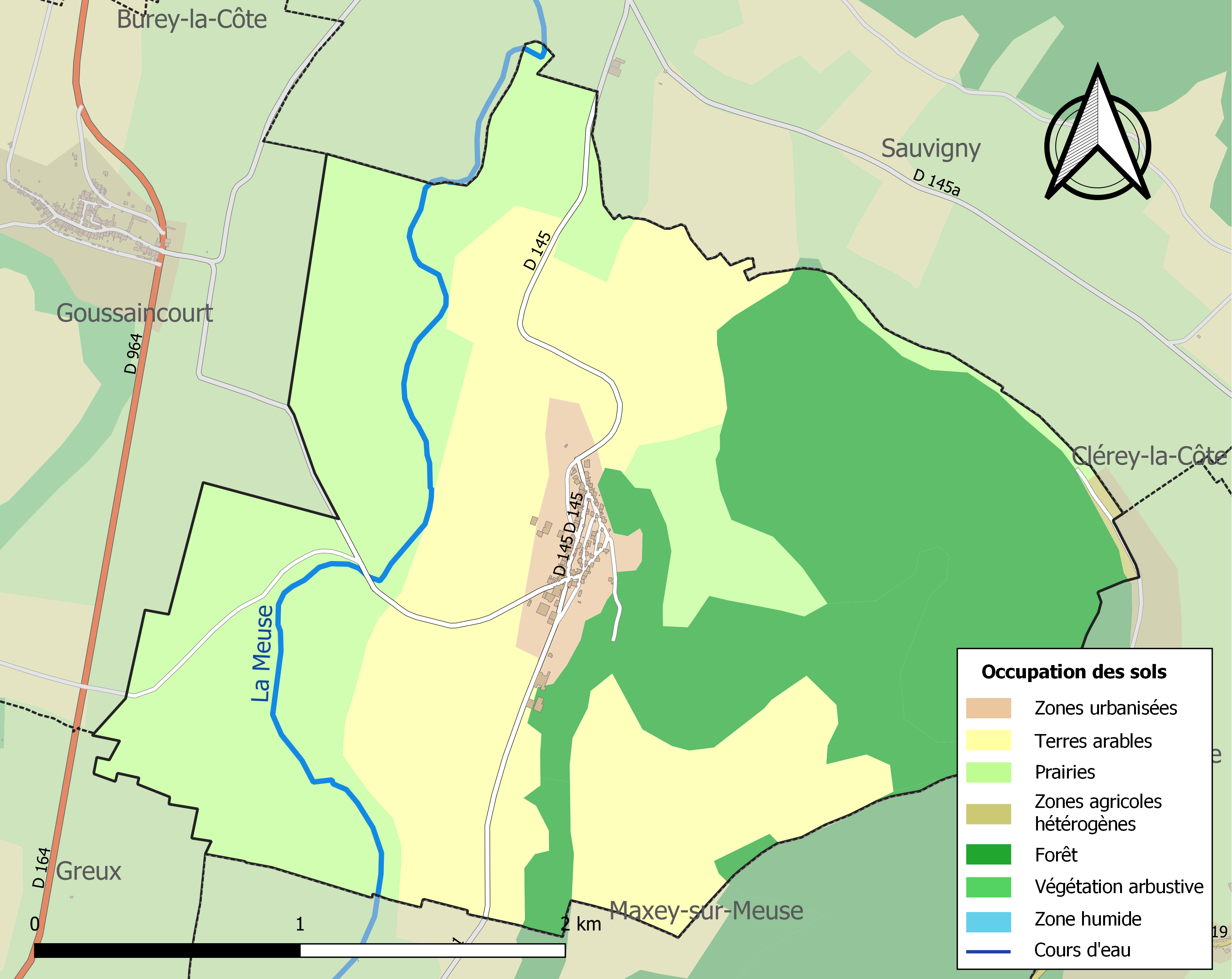
Carte des infrastructures et de l'occupation des sols de la commune en 2018 (CLC).

## Toponymie
Le nom de la localité est attesté sous les formes Briseium (1091) ; Brisseium (1141) ; Brisseyum (1152) ; Brixey (1327) ; Brixeyum (1402) ; Brixerii castrum (1580) ; Brixey-aux-Chanoines (1700) ; Brixei (1707) ; Brixeium (1707) ; Breuchey (1719).

Le village, dénommé Briccius en latin médiéval.
Les chanoines, dont Pierre de Brixey, ont pu être des propriétaires qui ont laissé des traces toponymiques. Dans le château construit au XIe siècle par les évêques de Toul, dont Gilles de Sorcy, en 1260, y fonda un chapitre collégial de treize chanoines, dans la chapelle castrale qui était aussi l'église paroissiale,.

## Histoire
Avant 1790, Brixey faisait partie du Toulois et était rattaché au diocèse de Toul.
Nombreux vestiges gallo-romains (voie romaine Toul/Reims). Dominé par les Leuques à l'époque celte. Fief de l'évêque de Toul tenu par les Brixey, puis par les Bourlémont.
La généalogie des premiers seigneurs de Brixey : 
- Premier seigneur connu : Aymon de Brixey (1010-1072), seigneur et comte de Brixey cité en 1037. Il est suivi par son fils :
- Obry de Brixey (1040-1102) marié à Mahaut de Reynel, d'où :
- Simon 1er de Brixey (1085-1149) marié à Hersende de Bourlémont.

Dès la première moitié du XIe siècle nous voyons les évêques de Toul confier le soin de défendre militairement la région à une importante famille, les seigneurs de Brixey. Le 29 décembre 1601 les chanoines de Saint-Gengoul, prêtent serment et donnent au roi la qualité de « seigneur protecteur » tandis que, auparavant  et même dans le formulaire épiscopal, le roi est seulement qualifié « protecteur ».

## Politique et administration

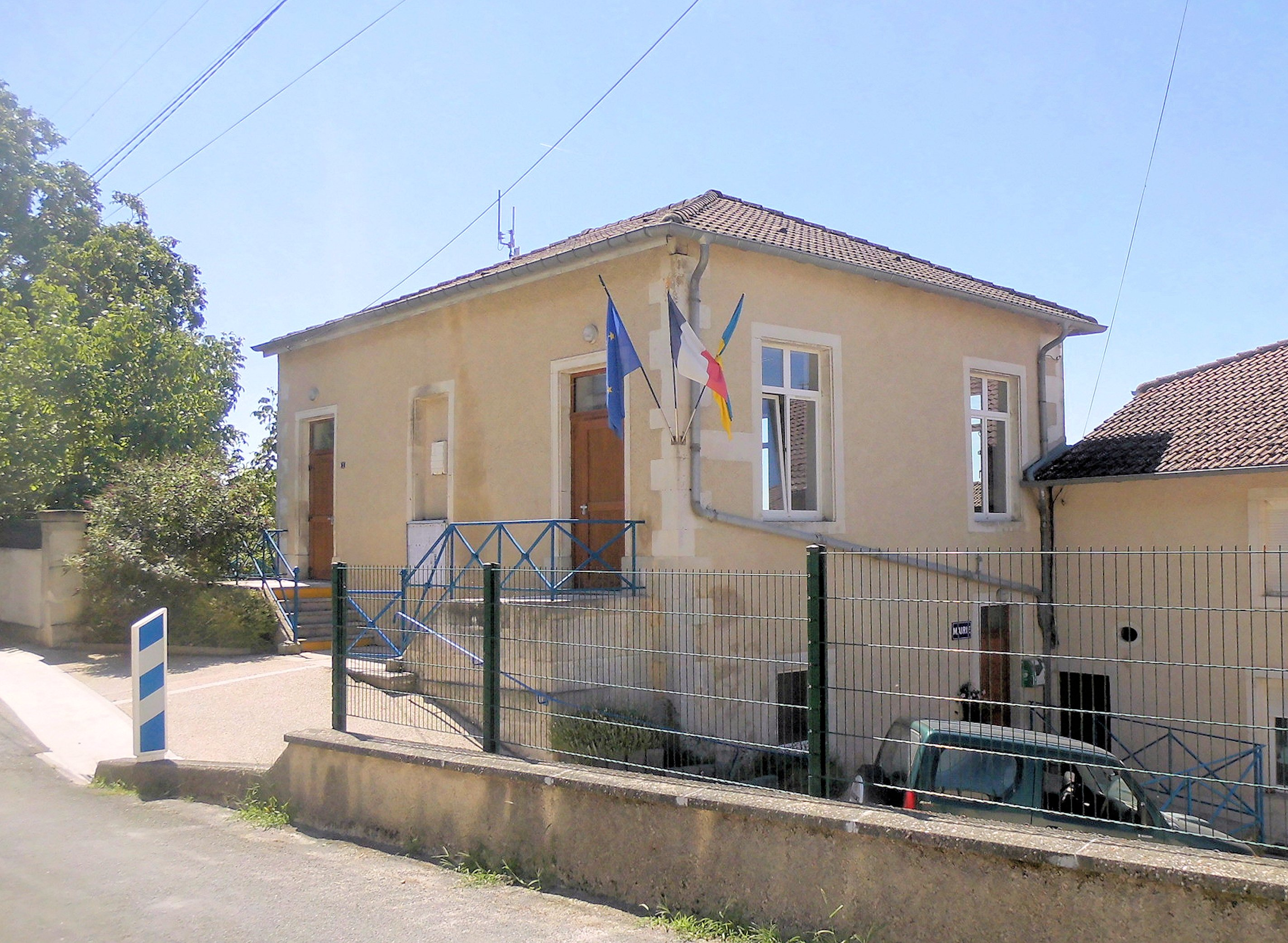
La mairie.

| Période                                  | Période  | Identité                                           | Étiquette | Qualité            |
| ---------------------------------------- | -------- | -------------------------------------------------- | --------- | ------------------ |
| Les données manquantes sont à compléter. |          |                                                    |           |                    |
| avant 1995                               | ?        | Pierre Homand                                      | DVD       |                    |
| mars 2001                                | En cours | Jean-Marie Trambloy Réélu pour le mandat 2020-2026 |           | Ancien agriculteur |

## Population et société

### Démographie

#### Évolution démographique
L'évolution du nombre d'habitants est connue à travers les recensements de la population effectués dans la commune depuis 1793. Pour les communes de moins de 10 000 habitants, une enquête de recensement portant sur toute la population est réalisée tous les cinq ans, les populations de référence des années intermédiaires étant quant à elles estimées par interpolation ou extrapolation. Pour la commune, le premier recensement exhaustif entrant dans le cadre du nouveau dispositif a été réalisé en 2004.

En 2022, la commune comptait 78 habitants, en évolution de −8,24 % par rapport à 2016 (Meuse : −4,4 %, France hors Mayotte : +2,11 %).
| 1793 | 1800 | 1806 | 1821 | 1831 | 1836 | 1841 | 1846 | 1851 |
| ---- | ---- | ---- | ---- | ---- | ---- | ---- | ---- | ---- |
| 320  | 327  | 341  | 358  | 380  | 367  | 381  | 397  | 392  |

| 1856 | 1861 | 1866 | 1872 | 1876 | 1881 | 1886 | 1891 | 1896 |
| ---- | ---- | ---- | ---- | ---- | ---- | ---- | ---- | ---- |
| 364  | 355  | 348  | 339  | 327  | 291  | 275  | 269  | 266  |

| 1901 | 1906 | 1911 | 1921 | 1926 | 1931 | 1936 | 1946 | 1954 |
| ---- | ---- | ---- | ---- | ---- | ---- | ---- | ---- | ---- |
| 265  | 262  | 225  | 198  | 176  | 171  | 155  | 132  | 129  |

| 1962 | 1968 | 1975 | 1982 | 1990 | 1999 | 2004 | 2006 | 2009 |
| ---- | ---- | ---- | ---- | ---- | ---- | ---- | ---- | ---- |
| 144  | 123  | 98   | 84   | 91   | 87   | 81   | 82   | 81   |

| 2014 | 2019 | 2022 | - | - | - | - | - | - |
| ---- | ---- | ---- | - | - | - | - | - | - |
| 89   | 80   | 78   | - | - | - | - | - | - |

## Culture locale et patrimoine

### Lieux et monuments
- Église Sainte-Marie-Madeleine.
- Château (castro Bricheiaco), possession de la principauté épiscopale de Toul[28].

### Héraldique
| Blason de Brixey-aux-Chanoines | Blason  | Fascé d'or et d'azur de huit pièces, au franc quartier d'argent chargé d'une clef de gueules. |
| Blason de Brixey-aux-Chanoines | Détails | Il s'agit des armes de la famille Brixey ou Bruxey, d'ancienne chevalerie, seigneur du lieu. Le blason a été sculpté par Mr Jean-Marie TRAMBLOY, maire. Il est fixé sur la façade de la Mairie depuis juillet 2017. |